# Greußen

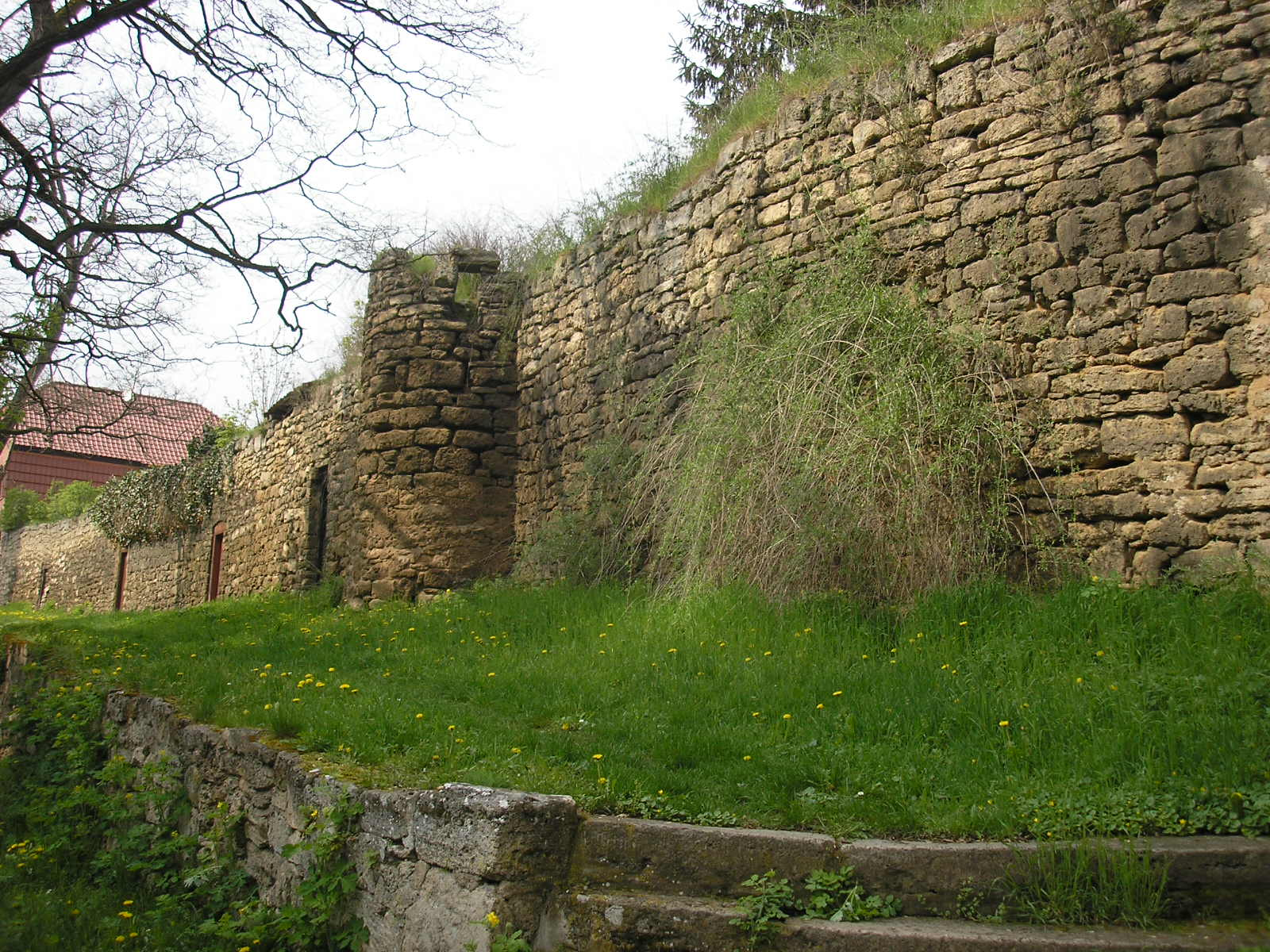
Doppelter Mauerring der Stadtbefestigung

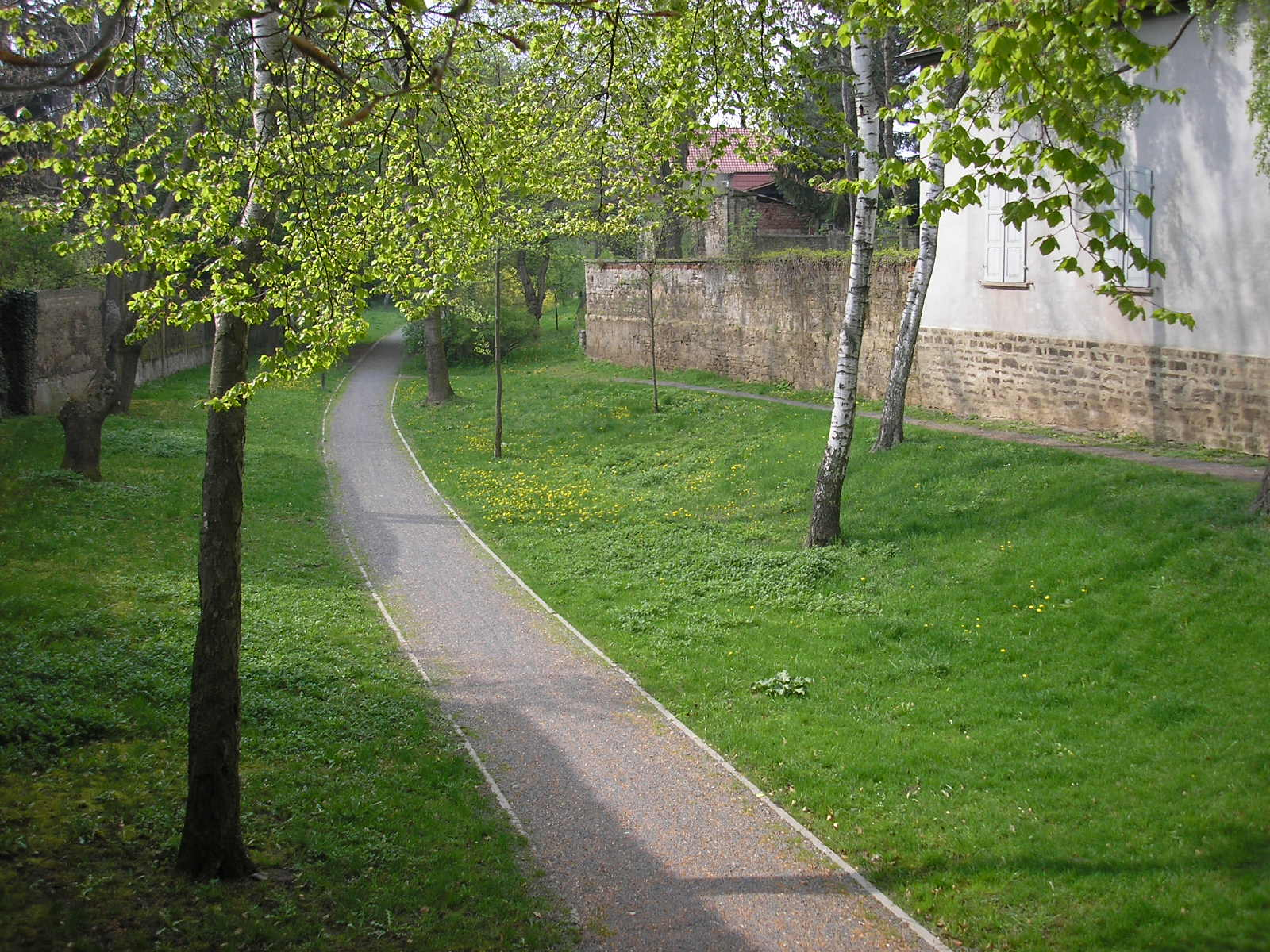
Graben der Stadtbefestigung

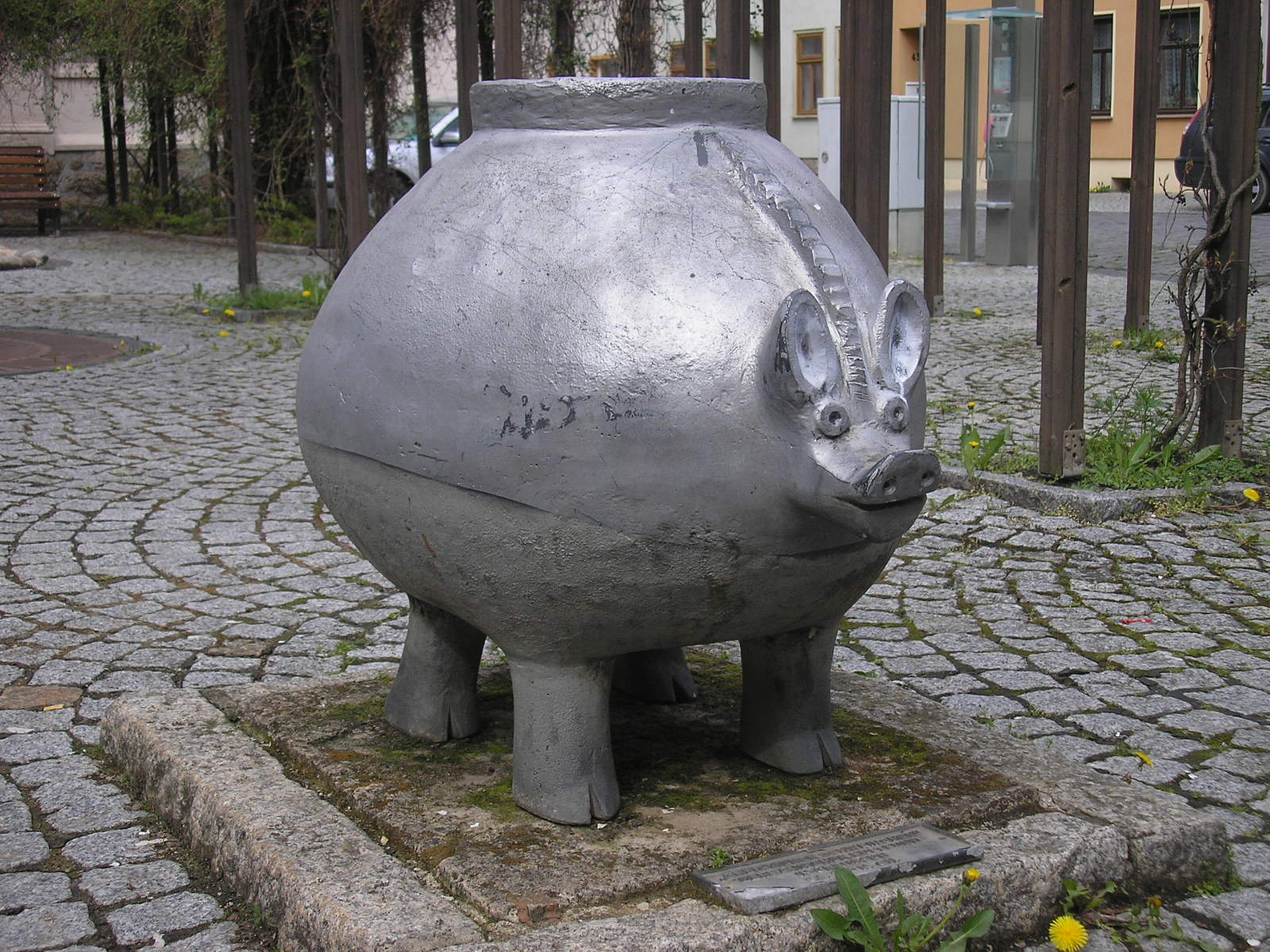
Plastik des „Greußener Schweinchens“

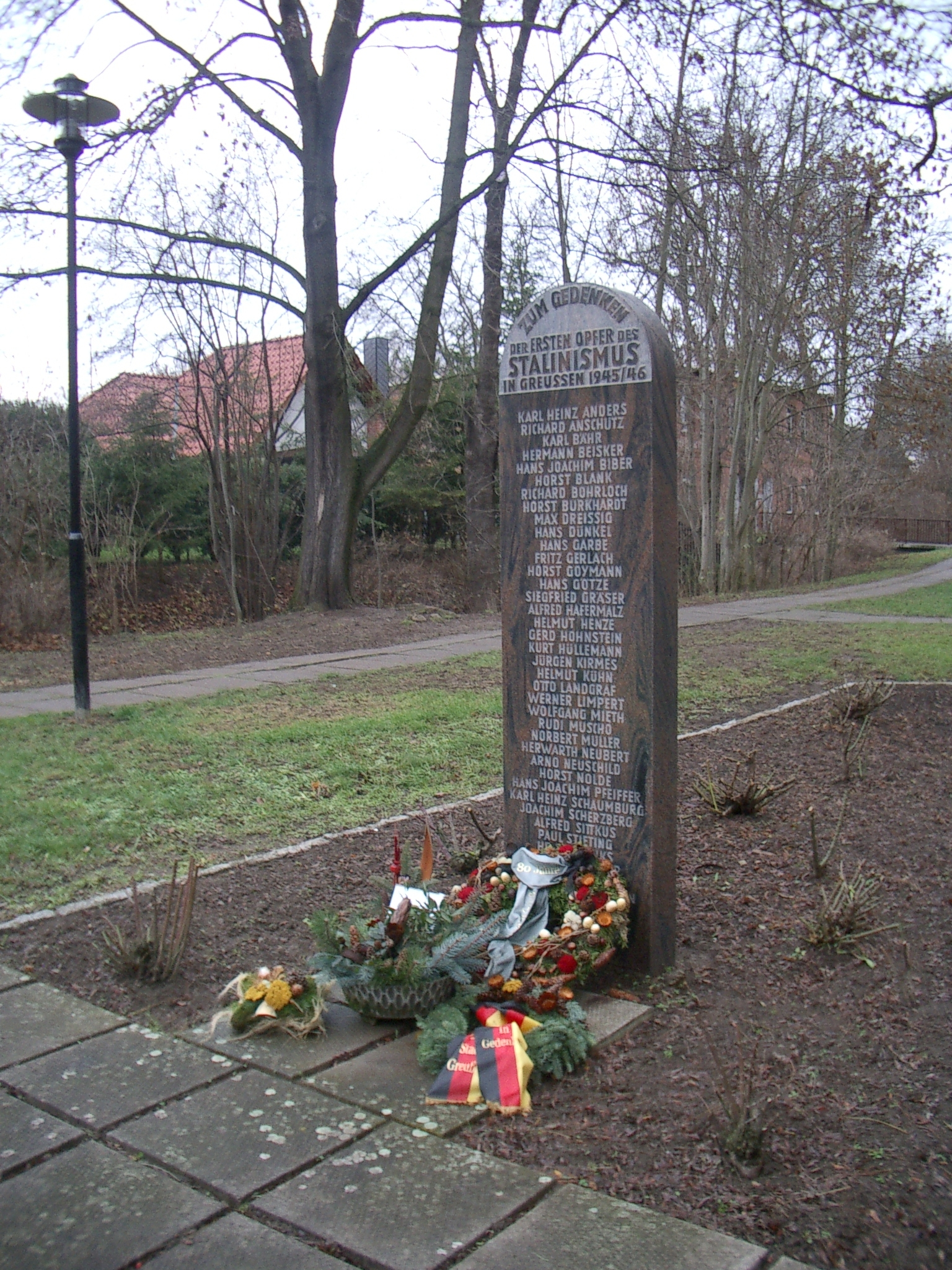
Denkmal für Opfer des Stalinismus in Greußen

Die Kleinstadt Greußen ist eine Landgemeinde im Kyffhäuserkreis in Thüringen. Greußen ist der Sitz der Verwaltungsgemeinschaft Greußen, ohne jedoch dazuzugehören.

## Geographie

### Lage
Die Stadt Greußen befindet sich am Fuß der südlichen Abdachung der Hainleite im Thüringer Becken in einem Ackerbaugebiet. Die Stadt und ihre Gemarkung wird von der Schwarzburger, der Loch-, der Kupfer- und der Sächsischen Helbe sowie dem Steingraben, dem Urbett der Helbe, durchflossen. Die Bundesstraße 4 und die Landesstraßen 2133 und 1041 erschließen die Stadt verkehrsmäßig. Die Bahnstrecke Wolkramshausen–Erfurt führt mit einer Bahnstation in Greußen durch die Stadt.
Die Stadt Greußen mit ihrem Ortsteil Grüningen ist räumlich von den anderen Ortsteilen getrennt.

### Stadtgliederung
Greußen besteht gemäß der Hauptsatzung aus den Ortschaften Greußen (bestehend aus den Ortsteilen Greußen und Grüningen), Großenehrich (bestehend aus den Ortsteilen Bliederstedt, Großenehrich, Niederspier, Otterstedt, Rohnstedt, Wenigenehrich und Wolferschwenda) und Engelsdörfer (bestehend aus den Ortsteilen Feldengel, Holzengel, Kirchengel und Westerengel).

## Geschichte

### Vorzeit bis 1871
In vor- und frühgeschichtlicher Zeit war das Greußental von einem See bedeckt, der etwa um Christi Geburt durch Erosion zugeschwemmt war. Geologisch interessant ist das Greußener Tuffgestein. Zahlreiche Bodenfunde bezeugen eine starke Besiedlung des Gebiets um den See in frühgeschichtlicher Zeit. Nördlich von Greußen wurde 1858 in einem Holzschacht einer der wertvollsten Bodenfunde Nordthüringens gemacht. Der Opferfund besteht aus sechs germanischen Kultgefäßen aus der Zeit um 200 n. Chr. Eines davon, das Greußener Schweinchen, hat die Gestalt eines Ebers.
860 wurde der Ort erwähnt als Gruzzi. Der Ortsname kommt vom althochdeutschen Wort Grus für Sand. Davon wiederum leitet sich Gruzen – „ein Ort auf Sand“ ab. In der Karolingerzeit kam das Gebiet der „Drei Greußen“ (West-, Cling- und Markt-Greußen) durch Schenkung wohl fränkischer Grundherren an das Kloster Fulda. Das Gebiet der Altstadt wurde um 900 besiedelt. Die Gegend lag im Herrschaftsbereich der Ludowinger, dann der Wettiner, ab 1319 der Grafen von Honstein und ab 1356 der Grafen von Schwarzburg.
Im Ortsteil Grüningen stand auf dem Platz des Schlosses eine Burg. Die Anhöhe dieser Gebäude wurde und wird vom Wasserlauf der Helbe umflossen. Im 13. Jahrhundert wurden Herren von Grüningen in Urkunden genannt, die sicherlich Besitzer der Burg waren. Auf der mittelalterlichen Anlage, die nur noch aus Wällen, Gräben und Mauerresten bestand, wurden heute ein Altersheim und Kindergarten gegründet.
1250 gründete der Wettiner Landgraf den Ort Marktgruzen. Im Jahr 1353 erhielt Greußen Stadtrecht. Es durfte auch eigene Münzen prägen, die Greußen-Pfennige. Der Ort profitierte von seiner Lage an der Kreuzung von Handelsstraßen, war ein „Nahmarkt“ für eine weitere Umgebung und wurde Handwerkersiedlung. Besonders im 16. Jahrhundert waren Wein- und Waid-Anbau von Bedeutung. Wirtschaftlich spielte auch der Abbau von Greußener Tuffgestein und darunterliegendem Helbe eine große Rolle. 1491 brannte Greußen bis auf zwölf Häuser nieder. Im Dreißigjährigen Krieg wurde „geplündert, geraubt und totgeschlagen von allen Parteien“. 1625 starben 843 von 1300 Einwohnern an der Pest. 1687 wurde Greußen durch einen schweren Stadtbrand betroffen. In den Napoleonischen Kriegen 1807 bis 1813 hatte das Fürstentum Schwarzburg-Sondershausen den Napoleonischen Truppen Soldaten zu stellen. 1810 wurde eine Greußener Einheit in Spanien aufgerieben. 1834 vernichtete ein Großbrand fast die ganze Stadt. Zum Wiederaufbau wurden auch die oberen Teile der ehemals weit höheren Stadtmauer verwendet.

### 1871 bis jetzt
In der zweiten Hälfte des 19. Jahrhunderts nahm auch Greußen an der raschen Industrialisierung teil, insbesondere nach der Gründung des Deutschen Reichs 1871. 1878 wurde der „Verschönerungsverein“ der Stadt ins Leben gerufen.
Bis 1918 gehörte Greußen zur Unterherrschaft des Fürstentums Schwarzburg-Sondershausen, dann ab 1920 zum Land Thüringen, von 1952 bis 1990 zum Bezirk Erfurt, seitdem zum Bundesland/Freistaat Thüringen.
Während des Zweiten Weltkrieges mussten Kriegsgefangene aus der Sowjetunion sowie Frauen und Männer aus Polen in der Landwirtschaft Zwangsarbeit leisten. Elf Polinnen wurden bei einem alliierten Bombenangriff im April 1945 getötet, weil sie auf dem Feld, auf dem sie arbeiteten, keinen Schutz suchen konnten. Zusammen mit 19 deutschen Bombenopfern wurden sie auf dem Friedhof des Ortes begraben. Vier umgekommene sowjetische Zwangsarbeiter liegen auf dem Friedhof im Ortsteil Grüningen.
Am 7. April 1945, kurz vor Ende des Zweiten Weltkriegs, erlebte Greußen zwei Angriffe amerikanischer Jagdbomber. Diesen fielen eine Reihe von Wohnhäusern zum Opfer, auch das Rathaus wurde beschädigt. Es gab 36 Tote unter der Zivilbevölkerung, darunter 13 Kinder. Am 11. April 1945 wurde Greußen kampflos von der US-Armee besetzt. Diese wurde Anfang Juli – gemäß Londoner Abkommen von September 1944 über die Bildung von Besatzungszonen in Deutschland – von der Roten Armee abgelöst und das Gebiet kam entsprechend zur SBZ. Das Sparkassengebäude wurde sowjetische Kommandantur, ein Geschäftshaus (heute Filiale der Drogeriekette Rossmann) Sitz des NKWD. Alle leitenden Verwaltungsstellen und die Polizei wurden mit Kommunisten besetzt. Es erfolgten Entnazifizierung, Verhaftungen, Deportationen, Enteignungen und Beschlagnahmen. So machte der Ort alle politischen und wirtschaftlichen Veränderungen in der SBZ und ab 1949 in der DDR mit.
Von Oktober 1945 bis Januar 1946 wurden 38 Greußener Jugendliche aufgrund von Denunziationen unter Werwolf-Vorwurf verhaftet, an das NKWD ausgeliefert, von einem Sowjetischen Militärtribunal in Sondershausen zu hohen Zuchthausstrafen verurteilt und – ohne Information der Eltern – in das berüchtigte Speziallager Nr. 7 Sachsenhausen eingeliefert. Von den unschuldig verurteilten 38 „Greussener Jungs“ verstarben dort 24 unter extremen Bedingungen. Die 14 Überlebenden kamen erst im Jahre 1950 frei. Den Entschluss zur Errichtung eines Erinnerungsmals an diese Ereignisse fasste der erste nach der politischen Wende wieder frei gewählte Stadtrat von Greußen bereits auf seiner ersten Sitzung. Am 24. November 1990 wurde der Gedenkstein in Anwesenheit von vier Überlebenden feierlich eingeweiht.
Greußen gehörte seit 1992 zur Verwaltungsgemeinschaft Greußen. Am 1. Januar 2021 fusionierte die Stadt Greußen mit der Stadt Großenehrich und der Gemeinde Wolferschwenda zur Stadt und Landgemeinde Greußen und verließ gleichzeitig die Verwaltungsgemeinschaft.

### Einwohnerentwicklung
Entwicklung der Einwohnerzahl (31. Dezember): Datenquelle: Thüringer Landesamt für Statistik
| - 1994: 4370 - 1995: 4316 - 1996: 4295 - 1997: 4270 - 1998: 4259 - 1999: 4164 | - 2000: 4122 - 2001: 4010 - 2002: 4049 - 2003: 4006 - 2004: 3959 - 2005: 3950 | - 2006: 3908 - 2007: 3887 - 2008: 3824 - 2009: 3779 - 2010: 3748 - 2011: 3713 | - 2012: 3703 - 2013: 3655 - 2014: 3622 - 2015: 3610 - 2016: 3618 - 2017: 3557 | - 2018: 3480 - 2019: 3432 - 2020: 3403 - 2021: 5774 * - 2022: 5793 |

## Politik
Die Stadt Greußen ist Sitz der Verwaltungsgemeinschaft Greußen.

### Gemeinderat
Die Kommunalwahl vom am 26. Mai 2024 führte zu folgendem Ergebnis für die Zusammensetzung des Gemeinderats:

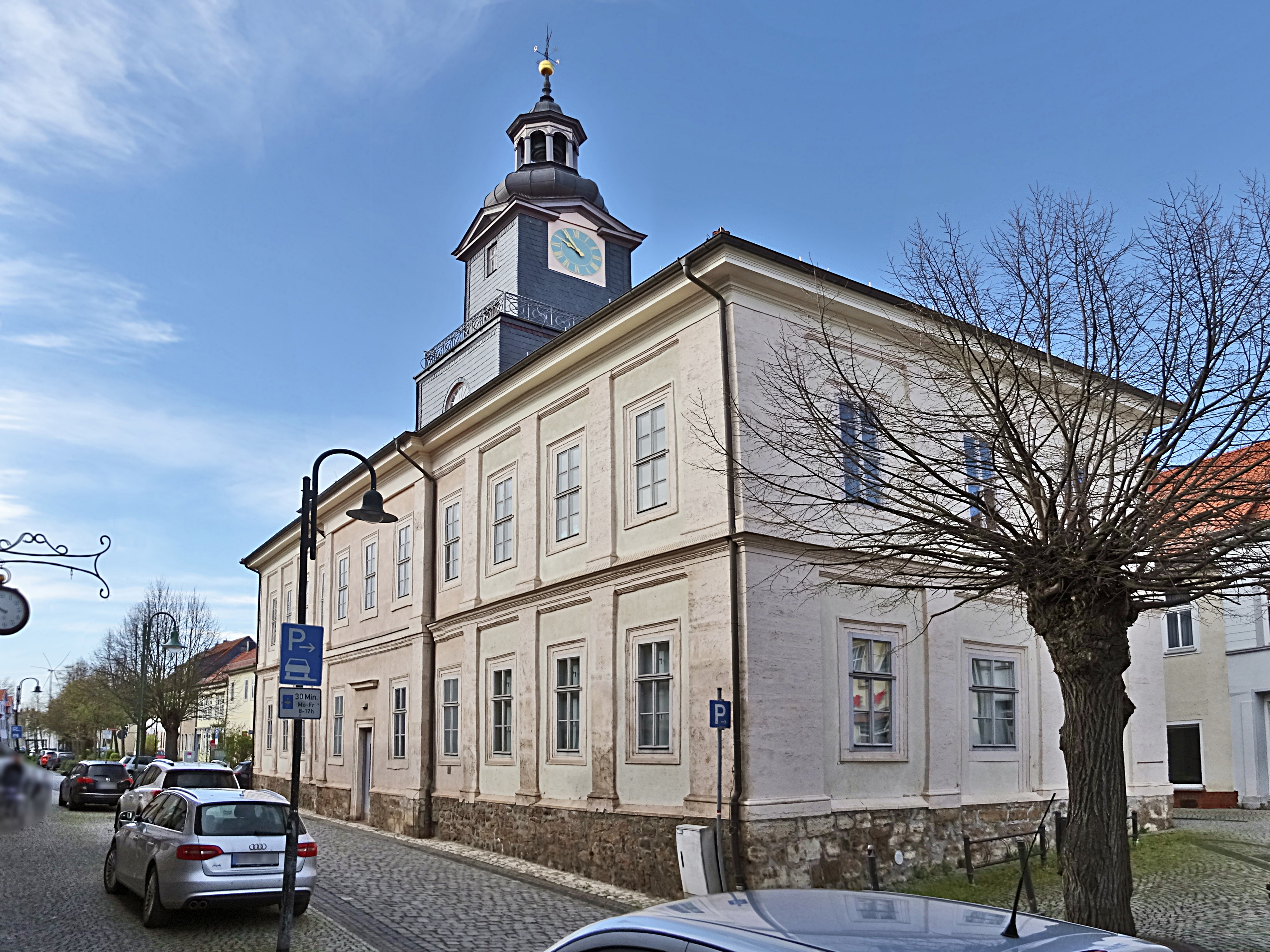
Rathaus Greußen

| Partei / Liste                                   | Stimmenanteil | Sitze |
| CDU                                              | 35,8 %        | 7     |
| SPD                                              | 26,5 %        | 5     |
| parteilos – für Großenehrich und seine Ortsteile | 20,0 %        | 4     |
| BI Engelsdörfer                                  | 17,7 %        | 4     |
| Gesamt                                           | 100 %         | 20    |
| Wahlbeteiligung: 56,7 %                          |               |       |

### Bürgermeister
Der hauptamtliche Bürgermeister Torsten Abicht (SPD) wurde am 11. Juli 2021 gewählt.

### Wappen
Gemäß der Hauptsatzung führt die Landgemeinde Stadt Greußen kein eigenes Wappen.
|                                                             | Wappen des Ortsteils Greußen |
| Wappen des Ortsteils Greußen der Landgemeinde Stadt Greußen | Blasonierung: „In Blau ein blaugerüsteter und behelmter Reiter in natürlichen Farben auf goldgezäumtem, goldbehuftem, silbernem Ross, mit silbernem Schwert seinen roten Umhang teilend, unten von einem blauen Schildchen begleitet, darin ein gekrönter goldener Löwe.“ |
| Wappen des Ortsteils Greußen der Landgemeinde Stadt Greußen | Bereits das älteste Siegel von 1369 zeigt den heiligen Martin zu Pferde und einen kleinen Schild mit dem Schwarzburger Löwen. Der heilige Martin ist der Schutzpatron der Kirche in Greußen.                                                                              |

### Städtepartnerschaften
Greußen pflegt eine Partnerschaft mit
- Creußen in Bayern (Oberfranken).

## Sehenswürdigkeiten

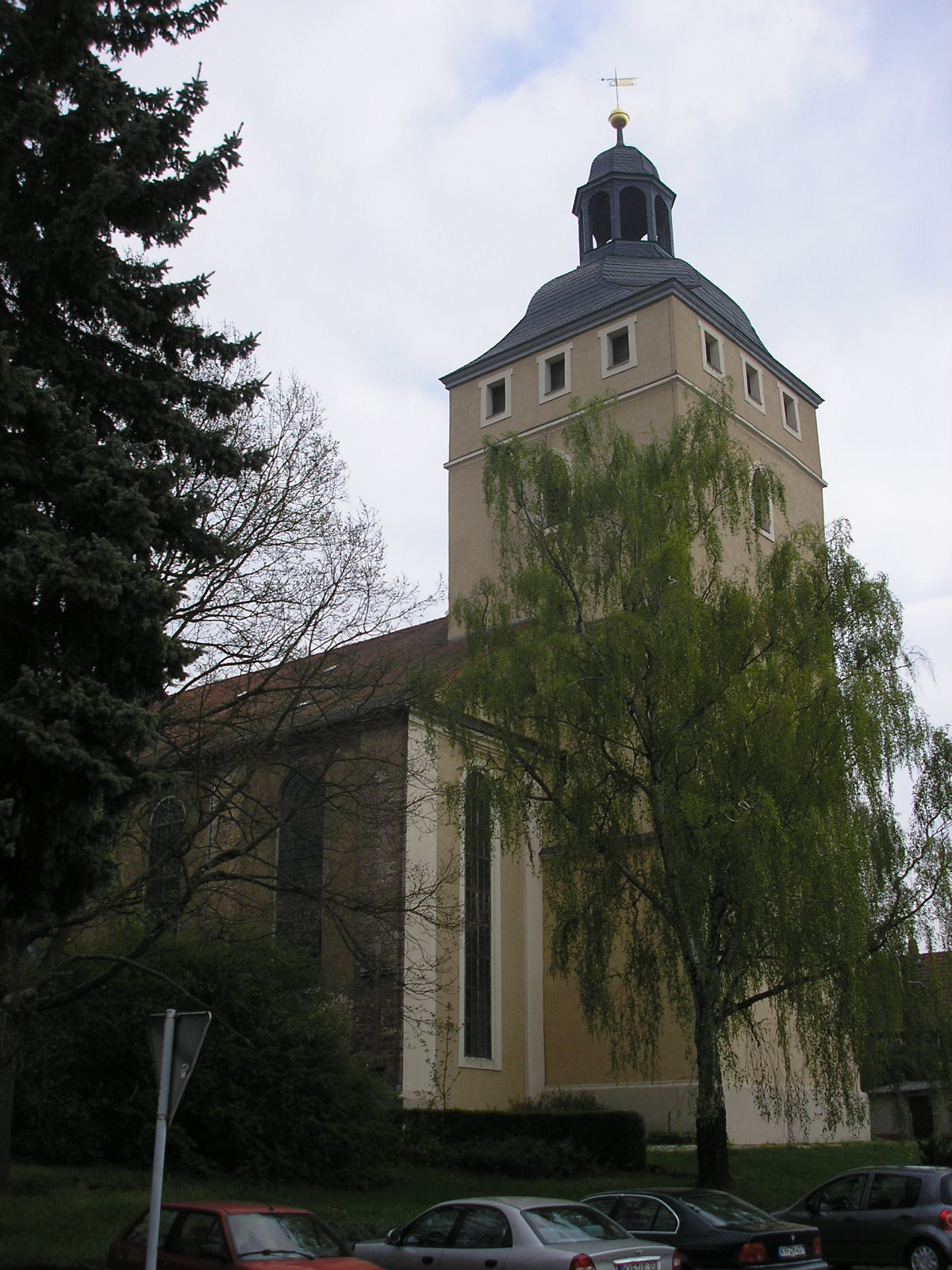
Stadtkirche St. Martini

- Die evangelische Kirche St. Martini ist in ihrer heutigen Form überwiegend nach dem großen Stadtbrand von 1687 entstanden, wobei Reste des Vorgängerbaus verwendet wurden. Die seit mehreren Jahren andauernde Renovierung ist bisher (Stand 2008) zu drei Vierteln abgeschlossen.
- Das freistehende Rathaus war 1491 und 1687 völlig abgebrannt. 1834 blieben nach dem Brand die Umfassungsmauern stehen und bildeten die Grundlage für den Wiederaufbau. Bis zum Jahr 2006 erfolgte eine umfassende Restaurierung.[10] Sie wurde mit dem Thüringischen Denkmalpreis gewürdigt. Neben dem Rathaus steht das „Greußener Schweinchen“: die vergrößerte Nachbildung einer bei Greußen gefundenen germanischen Kultfigur aus der Zeit von 200 bis 300 n. Chr.
- Das Heimatmuseum befindet sich seit September 2008 im Rathaus: modernisiert und ergänzt auf der Grundlage der umfangreichen Sammlung von Paul Lührmann.
- Der Marktplatz liegt langgestreckt auf einer Seite des Rathauses und der Töpfermarkt auf der anderen Seite des Rathauses.
- Ein Denkmal von 1990 in den Anlagen vor der Staatlichen Regelschule (ehem. Bürgerschule) erinnert: Zum Gedenken der ersten Opfer des Stalinismus in Greußen 1945/1946, mit den Namen der 38 betroffenen „Greussener Jungs“. 24 von ihnen kamen im Speziallager Sachsenhausen um.
- Ein Denkmal für die im Ersten Weltkrieg Gefallenen hat man 1922 errichtet. Nach 1945 wurde der Körper des Kriegers entfernt, jedoch geborgen und nach der Wende wieder auf den Sockel gebracht. Die Namen sind zum Teil verwittert (2014). Der Denkmalsockel trägt eine zusätzliche Tafel mit der Inschrift: „Zu Ehren der Gefallenen des 2. Weltkrieges und allen Opfern der Gewaltherrschaft, Vertreibung und Flucht. Die Bürger der Stadt Greussen“
- Das Haus der Pressler-Stiftung ist ein Diakonissenheim.
- Das Kulturhaus war bis 1945 als Schützenhaus das Vereins- und Versammlungshaus der Stadt, dann vorübergehend Sitz der SED- und der Antifa-Ortsgruppe. Heute befindet sich dort ein Restaurant
- Die Stadtmauer ist teilweise doppelt mit Zwingermauer erhalten, wenn auch erheblich niedriger als früher. Der Stadtgraben ist zugeschüttet, mit anschließendem Grüngürtel und teilweise gesäumt von kleinen Gartenanlagen. Eine Tafel an der Mauer erinnert an den Justizhauptmann Hartmann vom Verschönerungsverein der Stadt.
- Eine große Industrie-Ruine ist das alte Malzwerk.
- Im Schloss Grüningen im Ortsteil Grüningen lernte der bedeutende deutsche Frühromantiker Friedrich von Hardenberg (Novalis) 1794 seine spätere Verlobte Sophie von Kühn kennen, die schon wenig später verstarb.
- Die Dorfkirche St. Petri in Grüningen zeigt eine sehenswerte, in die Kirchmauer eingelassene Grabplatte des Adligen Caspar von Kutzleben (von der Burg Grüningen) und ein Medaillon mit kleinem Bildnis und Text: Auf diesem Gottesacker ruht Sophie von Kühn, geb. 17. März 1782, gest. 19. März 1797 auf Schloß Grüningen. Die Braut des Dichters Friedrich von Hardenberg <Novalis>. Bemerkenswerte Grabmale finden sich auf dem Kirchhof. Auch die letzten Besitzer von Schloss und Rittergut Grüningen, das Ehepaar Nette, ruht hier. Es war 1945 enteignet und vertrieben worden.
- Das Helbe-System steht unter Denkmalschutz. Es wird gebildet vom Fluss Helbe in der Mitte und zwei künstlichen Flussarmen (Schwarzburger Helbe im Norden und Sächsische Helbe im Süden). Die Anlage reicht bis ins 13. Jahrhundert zurück.
- Die Funkenburg bei Westgreußen ist eine freigelegte und teilweise nachgebaute befestigte germanische Siedlung aus der Zeit von 300 bis 100 v. Chr.

## Wirtschaft und Infrastruktur
Der Ort lebt vor allem von Landwirtschaft und landwirtschaftlichen Veredlungsprodukten. Überregional bekannt ist die Greußener Salami, die schon seit Jahrzehnten produziert wird. Greußener Salami ist eine geschützte geographische Angabe. Daneben existieren eine Vielzahl kleiner und mittelständischer Gewerbebetriebe.

### Verkehr
- Bahnhof an der Bahnstrecke Wolkramshausen–Erfurt,
- Die Bundesstraße 4 führt durch den Ort.
- ehem. Bahnstrecke Greußen West–Keula.

### Bildung
In Greußen gibt es seit 1991 ein Staatliches Gymnasium „Friedrich von Hardenberg“ (davor POS „Hans Beimler“), eine Staatliche Regelschule (davor POS „Juri Gagarin“) in der Haupt- und Realschule additiv organisiert sind und eine Grundschule (davor EOS später POS „Karl Marx“).

## Sport
- Fußballplatz von 1925
- Städtisches Freibad von 1933
- Tennisplatz-Anlage von 1934

## Vereine
- Heimatverein Marktgruzen e. V.
- Verein zur Erhaltung und Förderung der St.Martini-Kirche zu Greußen e. V.
- SV Blau-Weiß Greußen e. V.
- MTV 1861 Greußen e. V. (Männer-Turn-Verein), führt als sein Zeichen die 4 F der deutschen Turnbewegung (Frisch-Fromm-Fröhlich-Frei), von 1949 bis 1990 BSG Traktor
- Schützengesellschaft Greußen e. V.
- Greußener Karnevalsclub Weiss-Blau e. V.

## Persönlichkeiten

### Ehrenbürger
- Paul von Hindenburg (1847–1934), Generalfeldmarschall[12]

### Söhne und Töchter
- Wilhelm Ernst Tentzel (1659–1707), Gelehrter, Historiograph und Numismatiker
- Johann Gottfried Krause (1685–1746), deutscher Theologe und Kirchenlieddichter
- Johann Christoph Klemm (1733–1795), Bildhauer, wirkte u. a. im Schloss Ebeleben
- Ernst Christoph Dressler (1734–1779), deutscher Komponist, Tenor, Geiger und Musiktheoretiker
- Immanuel Gottlieb Huschke (1761–1828), deutscher Klassischer Philologe, der als Professor an der Universität Rostock wirkte
- Heinrich August Müller (1766–1833), Schriftsteller und evangelischer Theologe
- Friedrich Schönemann (1801–1874), Verwaltungsbeamter im Fürstentum Schwarzburg-Sondershausen
- Christian Brückmann (1803–1865), deutscher Gerbermeister, Gastwirt und Politiker
- Eduard Huschke (1804–1887), deutscher Verwaltungsjurist und Politiker, Bürgermeister (1841 bis 1848 und von 1848 bis 1850) und Ehrenbürger von Greußen
- August Dorl (1808–1879), deutscher Arzt und Landtagsabgeordneter, Bürgermeister von Greußen
- Theodor Dorl (1810–1877), deutscher Rechtsanwalt und Landtagsabgeordneter
- Hermann Ludwig (1819–1873), Chemiker, Professor an der Universität Jena
- Wilhelm Toelle (1832–1912), Gymnasiallehrer, Geistlicher und Landtagsmitglied im Fürstentum Schwarzburg-Sondershausen
- Bruno Huschke (1836–1910), deutscher Jurist, Politiker und Autor
- Eduard Klemm (1838–1926), Reichstags- und Landtagsabgeordneter
- Hermann Pressler (1844–1911), Kaufmann in Greußen, Gründer der Pressler-Stiftung. Das Haus „Pressler-Stift“ diente 60 Jahre als Diakonisches Zentrum
- Carl Boerner (1846–1929), Reichstags- und Landtagsabgeordneter
- Wilhelm Schatz (1846–1918), deutscher Kaufmann und Politiker
- Felix Hallensleben (1860–1926), Jurist und Politiker, Abgeordneter des Schwarzburg-Sondershäuser Landtags
- Hermann Hesse (1867–1930), Dr. phil., Hofapotheker und Autor des Buchs Heimatbuch der Stadt Greußen/Thür. 1927
- Paul Lührmann (1879–1968), Apotheker, Heimatforscher mit vielen Veröffentlichungen, Autor des Buchs Aus Greußens Vergangenheit 1957. Seine Sammlungen sind Grundlage des Heimatmuseums Greußen.
- Ernst Zitzmann (1891–nach 1945), Politiker (NSDAP)
- Ludwig Elm (* 1934), deutscher Politiker und Hochschullehrer
- Peter Böhm (* 1958), Politiker (SED), Volkskammerabgeordneter